# Шинкова, Матрёна Васильевна
Матрёна Васильевна Шинкова (9 апреля 1921 — 2014) — свинарка племенного завода имени М. Горького Белебеевского района Башкирской АССР. Герой Социалистического Труда. Почётный гражданин города Белебей и Белебеевского района (2000).

## Биография
Матрёна Васильевна Шинкова родилась 9 апреля 1921 году в д. Солдатский Кандыз Бавлинского района БАССР.
Образование — начальное. 
Трудовую деятельность начала в 1930 г. пастухом. 
С 1936 г. работала свинаркой племенного завода имени М. Горького Белебеевского района Башкирской АССР.
За годы работы свинаркой М. В Шинкова вырастила свыше 30 тысяч элитных поросят. 
В 1963—1965 гг. получила и сохранила 1982 поросенка и сдала с отъемным весом каждого по 17,6 килограмма. 
В 1965 г. получила и вырастила 631 поросенка (по 24 поросенка от каждой свиноматки), сдала их с отъемным весом по 17,7 килограмма. В связи с высокими показателями в работе неоднократно принимала участие в Выставке достижений народного хозяйства СССР.
За достигнутые успехи в развитии животноводства, увеличении производства и заготовок мяса и другой продукции Указом Президиума Верховного Совета СССР от 22 марта 1966 г. М. В. Шинковой присвоено звание Героя Социалистического Труда. 
В 1977 г. вышла на пенсию.
Почетный гражданин города Белебей и Белебеевского района (2000). Жила в Белебеевском районе РБ, скончалась в 2014 году.

## Награды
- Герой Социалистического Труда (1966
- Награждён орденом Ленина